# Джон Сем
Джон Сем (англ. John Sem; нар. 19 липня 1973, Папуа-Нова Гвінея) — папуанський боксер, представник у найлегшій ваговій категорії. Виступав за збірну Папуа-Нової Гвінеї з боксу в першій половині 1990-х років, дворазовий срібний призер чемпіонатів Океанії, учасник чемпіонату світу в Сіднеї і літніх Олімпійських ігор в Барселоні.

## Біографія
Джон Сем народився 19 липня 1973 року.
Дебютував на дорослому міжнародному рівні у сезоні 1991 року, коли увійшов до основного складу папуанської національної збірної і виступив на чемпіонаті світу у Сіднеї, де на стадії 1/16 фіналу в найлегшій ваговий категорії був достроково переможений тайцем Паніангом Пунтаратом.
У 1992 році в найлегшій вазі став бронзовим призером на чемпіонаті Океанії в Апіі, поступившись у півфіналі представнику Тонго Секеті Палакі. Завдяки низці вдалих виступів удостоївся права захищати честь країни на літніх Олімпійських іграх в Барселоні, проте вже в стартовому поєдинку у ваговій категорії до 54 кг з розгромним рахунком 11:0 зазнав поразки від болгарина Серафіма Тодорова і тим самим відразу ж вибув з боротьби за медалі.
Після барселонської Олімпіади Сем залишився у складі боксерської команди Папуа-Новій Гвінеї і продовжив брати участь у найбільших міжнародних турнірах. Так, в 1994 році в найлегшій вазі він став срібним призером на чемпіонаті Океанії в Порт-Вілі, поступившись у вирішальному фінальному поєдинку австралійцю Роберту Педену, і дійшов до 1/8 фіналу на Іграх Співдружності у Вікторії — тут був зупинений Фредом Мутевета з Уганди.
У 1995 році на чемпіонаті Океанії в Нукуалофа Джон Сем знову отримав срібну нагороду, цього разу у фіналі програв австралійцю Хуссейну Хуссейну. Незабаром після закінчення цих змагань вирішив завершити спортивну кар'єру.